# Prefijos telefónicos 450 y 579
Los prefijos telefónicos 450 y 579 son prefijos regionales del sistema de numerotación de América del Norte cubriendo la zona alrededor de la ciudad de Montreal en Quebec (Canadá).

## Historia
El prefijo telefónico 450 fue creado en 1998 por separación del prefijo telefónico 514, el cual cubría una zona equivalente a la antigua región administrativa de Montreal que correspondía al Gran Montreal así como partes de las regiones rurales de Montérégie, de Laurentides y de Lanaudière. El prefijo telefónico 514 fue conservado para la isla de Montreal y la isla Perrot aunque el nuevo prefijo 450 fue asignado a Laval, a los suburbios norte y sur de Montreal así como en las regiones rurales vecinas en las nuevas regionaes de Montérégie, Lanaudière y Laurentides. En 2010, el prefijo telefónico 579 fue creado por superposición del prefijo telefónico 450.

## Lista de los centros telefónicos por localidad
| Centro                      | Número 450   | Número 579 | Localidades                                                            | Códigos de localidades | Nota      |
| --------------------------- | ------------ | ---------- | ---------------------------------------------------------------------- | ---------------------- | --------- |
| Acton Vale                  | 450 236      |            | Acton Vale                                                             | 48028                  |           |
| Acton Vale                  | 450 546      |            | Saint-Théodore-d'Acton                                                 | 48045                  |           |
| Baie-du-Fèvre               | 450 783      |            | Baie-du-Fèvre                                                          | 50100                  |           |
| Bedford                     | 450 203, 248 |            | Bedford V, Bedford CT, 248: Stanbridge East, Stanbridge Station        | 46035, 46030, 46045    |           |
| Châteauguay                 | 450 201      |            | Châteauguay                                                            | 67050                  |           |
| Granby                      | 450 204      |            | Granby                                                                 | 47017                  |           |
| Hudson                      | 450 202      |            | Hudson                                                                 | 71100                  |           |
| Knowlton                    | 450 243      |            | Brome                                                                  | 46070                  |           |
| Lachute                     | 450 207      |            | Lachute                                                                | 76020                  |           |
| L'Épihanie-L'Assomption     | 450 588      |            | Saint-Roch-de-l'Achigan, Saint-Roch-Ouest                              | 63035, 63040           |           |
| Les Cèdres                  | 450 200      |            | Les Cèdres                                                             | 71050                  |           |
| Mirabel-Saint-Augustin      | 450 475      |            | Mirabel                                                                | 74005                  |           |
| Oka                         | 450 479      |            | Oka, Kanesatake                                                        | 72032, 72802           |           |
| Rawdon                      | 450 882      |            | Chertsey, Rawdon                                                       | 62037, 62047           |           |
| Rigaud                      | 450 206      |            | Rigaud, Pointe-Fortune                                                 | 71133, 71140           |           |
| Roxton Falls                | 450 548      |            | Roxton Falls, Béthanie                                                 | 48005, 48010           |           |
| Saint-Alphonse-de-Rodriguez | 450 883      |            | Saint-Alphonse-Rodriguez, Sainte-Béatrix, Sainte-Marcelline-de-Kildare | 62020, 62025, 62030    |           |
| Saint-André-Est             | 450 537      |            | Saint-André-d'Argenteuil                                               | 76008                  |           |
| Sainte-Anne-des-Plaines     | 450 205      |            | Sainte-Anne-des-Plaines                                                | 73035                  |           |
| Saint-Calixte-de-Kilkenny   | 450 222      |            | Saint-Calixte                                                          | 63055                  |           |
| Saint-Clet                  | 450 208      |            | Saint-Clet                                                             | 71045                  |           |
| Saint-Eustache              | 450 473      |            | Pointe-Calumet                                                         | 72020                  |           |
| Saint-Jacques               | 450 839      |            | Saint-Alexis, Saint-Jacques, Sainte-Marie-Salomé                       | 63005, 63013, 63023    |           |
| Saint-Jean-de-Matha         | 450 886      |            | Saint-Jean-de-Matha, Saint-Michel-des-Saints                           | 62015, 62085           |           |
| Saint-Jérôme                | 450 438      |            | Mille-Isles                                                            | 76030                  |           |
| Sainte-Julienne             | 450 431      |            | Saint-Esprit                                                           | 63030                  |           |
| Saint-Hippolyte             | 450 563      |            | Saint-Hippolyte                                                        | 75045                  |           |
| Saint-Hyacinthe             | 450 209      |            | Saint-Hyacinthe                                                        | 54048                  |           |
| Sainte-Marguerite           | 450 228      |            | Entrelacs, Sainte-Marguerite-du-Lac-Masson                             | 62053                  |           |
| Saint-Michel-des-Saints     | 450 833      |            | Saint-Michel-des-Saints                                                | 62085                  | Véase 886 |
| Saint-Zénon                 | 450 884      |            | Saint-Zénon                                                            | 62080                  |           |
| Upton                       | 450 549      |            | Upton                                                                  | 48038                  |           |

## Lista de proveedores y localidades por número de centro telefónico
Leyenda:  B Bell Canada, C CoopTel,F Fido, L Local, T Telus, V Vidéotron
|    | 0                | 1                     | 2                               | 3                                 | 4                 | 5                             | 6                            | 7                              | 8                              | 9                     |
| -- | ---------------- | --------------------- | ------------------------------- | --------------------------------- | ----------------- | ----------------------------- | ---------------------------- | ------------------------------ | ------------------------------ | --------------------- |
| 20 | 200 V Les Cèdres | 201 V Châteauguay     | 202 V Hudson                    | 203 T Bedford                     | 204 T Granby      | 205 V Sainte-Anne-des-Plaines | 206 V Rigaud                 | 207 V Lachute                  | 208 V Saint-Clet               | 209 F Saint-Hyacinthe |
| 22 | 220              | 221                   | 222 B Saint-Calixte-de-Kilkenny | 223                               | 224               | 225                           | 226                          | 227                            | 228 B Sainte-Marguerite        | 229                   |
| 24 | 240              | 241                   | 242                             | 243 B Knowlton                    | 244               | 245                           | 246                          | 247                            | 248 B Bedford                  | 249                   |
| 43 | 430              | 431                   | 432                             | 433                               | 434               | 435                           | 436                          | 437                            | 438 B Mille-Isles              | 439                   |
| 47 | 470              | 471                   | 472                             | 473 B Saint-Eustache              | 474               | 475 B Mirabel-Saint-Augustin  | 476                          | 477                            | 478                            | 479 B Oka             |
| 53 | 530              | 531                   | 532                             | 533                               | 534               | 535                           | 536                          | 537 B Saint-André-d'Argenteuil | 538                            | 539                   |
| 54 | 540              | 541                   | 542                             | 543                               | 544               | 545                           | 546 B Saint-Théodore-d'Acton | 547                            | 548 C Roxton Falls             | 549 L Upton           |
| 56 | 560              | 561                   | 562                             | 563 B Saint-Hippolyte             | 564               | 565                           | 566                          | 567                            | 568                            | 569                   |
| 58 | 580              | 581                   | 582                             | 583                               | 584               | 585                           | 586                          | 587                            | 588 B L'Épiphanie-L'Assomption | 589                   |
| 83 | 830              | 831 B Sainte-Julienne | 832                             | 833 B Saint-Michel-des-Saints     | 834               | 835                           | 836                          | 837                            | 838                            | 839 B Saint-Jacques   |
| 86 | 860              | 861                   | 862                             | 863                               | 864               | 865                           | 866                          | 867                            | 868                            | 869                   |
| 88 | 880              | 881                   | 882 B Rawdon                    | 883 B Saint-Alphonse-de-Rodriguez | 884 B Saint-Zénon | 885                           | 886 B Saint-Jean-de-Matha    | 887                            | 888                            | 889                   |